# Mišević
Mišević (cyr. Мишевић) – wieś w Serbii, w okręgu pomorawskim, w mieście Jagodina. W 2011 roku liczyła 150 mieszkańców.